# Werner Widuckel
Werner Widuckel (* 23. Oktober 1958 in Salzgitter) war als Mitglied des Vorstands der Audi AG in den Jahren 2005 bis 2010 verantwortlich für Personal- und Sozialwesen. Gegenwärtig ist er Inhaber der Professur für Personalmanagement und Arbeitsorganisation in technologieorientierten Unternehmen an der Friedrich-Alexander-Universität Erlangen-Nürnberg.

## Leben
Nach dem Abitur 1977 in Wolfsburg arbeitete Widuckel in der Produktion bei Volkswagen in Wolfsburg und absolvierte seinen Zivildienst, bevor er 1979 das Studium der Sozialwissenschaften an der Universität Göttingen begann. 1984 machte er den Abschluss zum Diplomsozialwirt. Im Anschluss daran war er wissenschaftlicher Mitarbeiter am soziologischen Seminar der Universität Göttingen. 2003 promovierte er an der Technischen Universität in Braunschweig zum Dr. rer. pol.
Seine berufliche Laufbahn begann Widuckel 1985 als Referent beim Gesamt- und Konzernbetriebsrat der Volkswagen AG. 1991 wurde er Leiter der Koordination des europäischen Konzernbetriebsrates, des Weltkonzernbetriebsrates sowie des Gesamt- und Konzernbetriebsrates der Volkswagen AG. Der Personalstratege war als IG-Metaller und Referent des VW-Betriebsrats aber auch einst enger Berater des früheren VW-Betriebsratschefs Klaus Volkert.
Ab 2005 war Widuckel Leiter der „Personalpolitik und Grundsatzfragen“ innerhalb des Geschäftsbereiches Personal- und Sozialwesen der Audi AG in Ingolstadt.
Ab dem 8. Dezember 2005 war Werner Widuckel als Nachfolger von Horst Neumann  Mitglied des Vorstands der Audi AG, verantwortlich für den Geschäftsbereich Personal- und Sozialwesen. Im Juli 2010 verließ Widuckel Audi. Sein Nachfolger als Personalverstand wurde Thomas Sigi, der zuvor im Vorstand der ZF Friedrichshafen AG für den Geschäftsbereich Personal und Dienstleistungsgesellschaften zuständig war.
Beginnend mit dem Wintersemester 2010 übernahm Widuckel für zwei Semester eine Vertretungsprofessur an der Hochschule Heilbronn. Seit dem 1. Mai 2012 hat Widuckel eine Professur für Personalmanagement und Arbeitsorganisation an der Friedrich-Alexander Universität Erlangen-Nürnberg inne.
Bereits 1974 trat Widuckel in die SPD ein und trat bei den Bayerischen Landtagswahlen 2013 als Direktkandidat für den Stimmkreis Eichstätt an. Diese Wahl verlor er gegen Tanja Schorer-Dremel von der CSU. 2017 trat er für die SPD als Direktkandidat im Bundestagswahlkreis Ingolstadt zur Bundestagswahl an und verlor auch diese Wahl.

## Kritik
Seit dem 1. Mai 2012 hat Widuckel eine Audi-Lehrprofessur für Personalmanagement und Arbeitsorganisation an der Friedrich-Alexander Universität Erlangen-Nürnberg inne, die durch seinen vormaligen Arbeitgeber finanziert wurde. Seit dem Auslaufen der Finanzierung durch Audi nach fünf Jahren muss die Stelle aus dem öffentlichen Haushalt finanziert werden.